# Flúgos futam (album)
A Flúgos futam az Irigy Hónaljmirigy együttes 2001-ben kiadott és egyben 8. albuma. Az albumból 2002. októberben Irigy Hónaljmirigy show epizódot készítettek. Az album sikeres volt, a Mahasz Top 40 albumlistáján 8 hétig állt az első helyen, és platinalemez státuszt ért el. Emellett az albumot 2002-ben jelölték a Fonogram-díjra az év hazai pop albuma kategóriában.

## Az album dalai
1. Start
2. SZ. W. SZ.
3. Borból jó a kannás
4. Dal a csávóról
5. Tojok én rátok!
6. Aggyal nem fogom
7. Úgy leváltalak
8. Szétesem
9. Boci boci
10. Hónaljban...
11. Neue Punk Ist Borzalom
12. Borotválom
13. Rémségverseny
14. Cél

## További információ
- Az album az együttes honlapján Archiválva 2012. január 6-i dátummal a Wayback Machine-ben
- Az album a Zeneszöveg.hu-n